# بوبي ماتوس
بوبي ماتوس (بالإنجليزية: Bobby Matos)‏ هو عازف جاز أمريكي، ولد في 24 يوليو 1941.

## وصلات خارجية
- بوبي ماتوس على موقع ميوزك برينز (الإنجليزية)
- بوبي ماتوس على موقع أول ميوزيك (الإنجليزية)
- بوبي ماتوس على موقع ديسكوغز (الإنجليزية)